# 花甸镇
花甸镇，是中华人民共和国吉林省通化市集安市下辖的一个乡镇级行政单位。

## 行政区划
花甸镇下辖以下地区：
新安社区、横路村、东沟村、土城村、花甸村、新河村、宝甸村、柞树村和钓鱼村。